# Fartuch

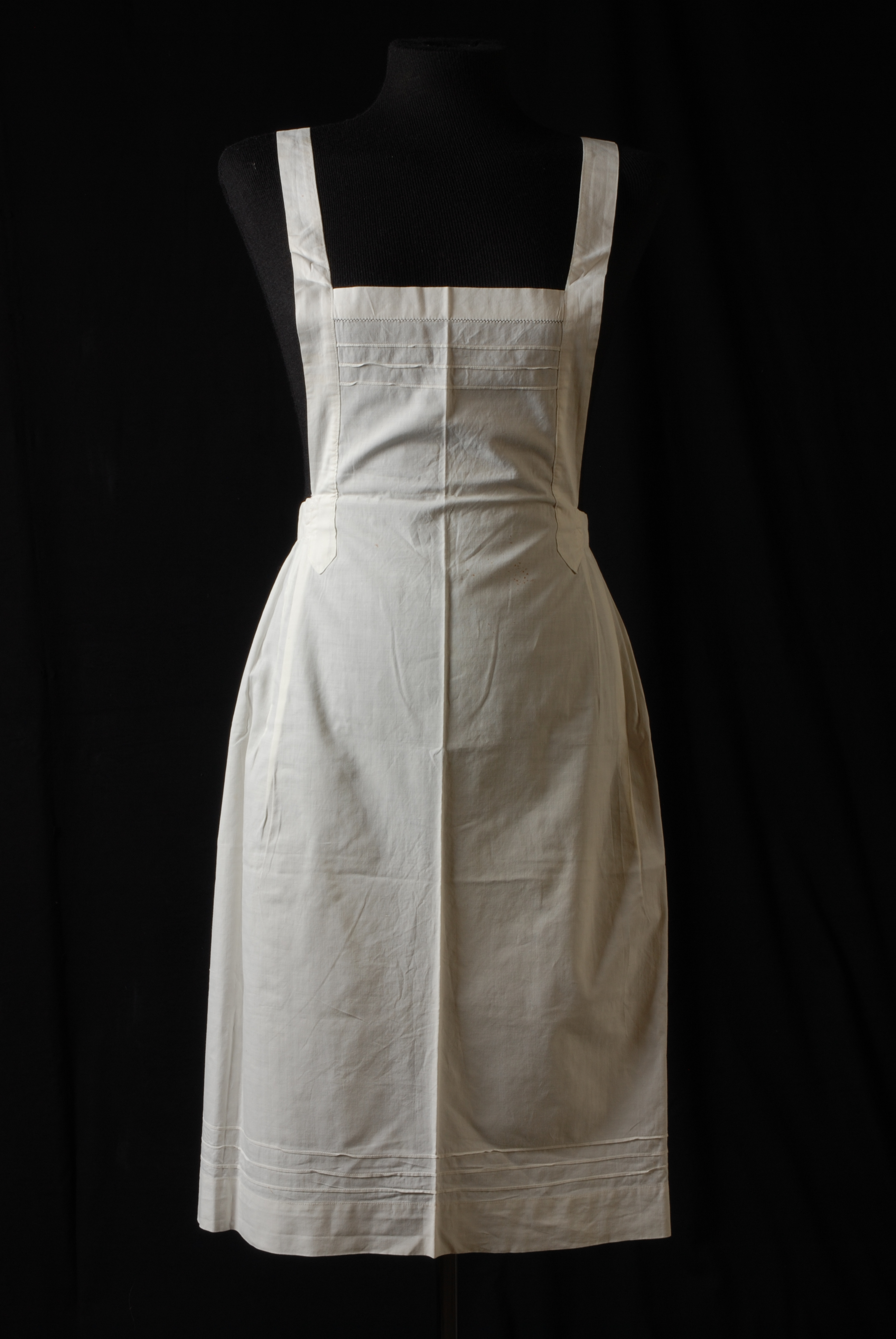
Fartuch

Fartuch – ubranie ochronne w postaci płata materiału osłaniającego front noszącej go osoby (zazwyczaj tułów i nogi). Najczęściej posiada wiązanie na plecach oraz dodatkowy podtrzymujący pasek (lub paski) w okolicach szyi lub barków. Fartuch jest także tradycyjnym elementem niektórych strojów ludowych.
Fartuchy stosowane są w celu ochrony odzieży przed zabrudzeniem i zniszczeniem a także w miejscach gdzie warunki pracy wymagają ich stosowania ze względów higienicznych. Powszechnie używane w gospodarstwach domowych, a także w ubojniach, szpitalach, laboratoriach, na halach produkcyjnych itp. 
Ich specyficzną odmianą są fartuchy frontowe z długimi rękawami, wykorzystywane zazwyczaj w branżach związanych z medycyną. Wyróżnia się również specjalistyczne fartuchy ochronne, np. przeciwradiacyjne - używane przez personel obsługujący aparaty rentgenowskie. Fartuchy takie wykonywane są z gumy ołowiowej (zawierającej ołów; 3-4 razy cięższej od zwykłej gumy), osłabiającej promieniowanie jonizujące.

## Galeria

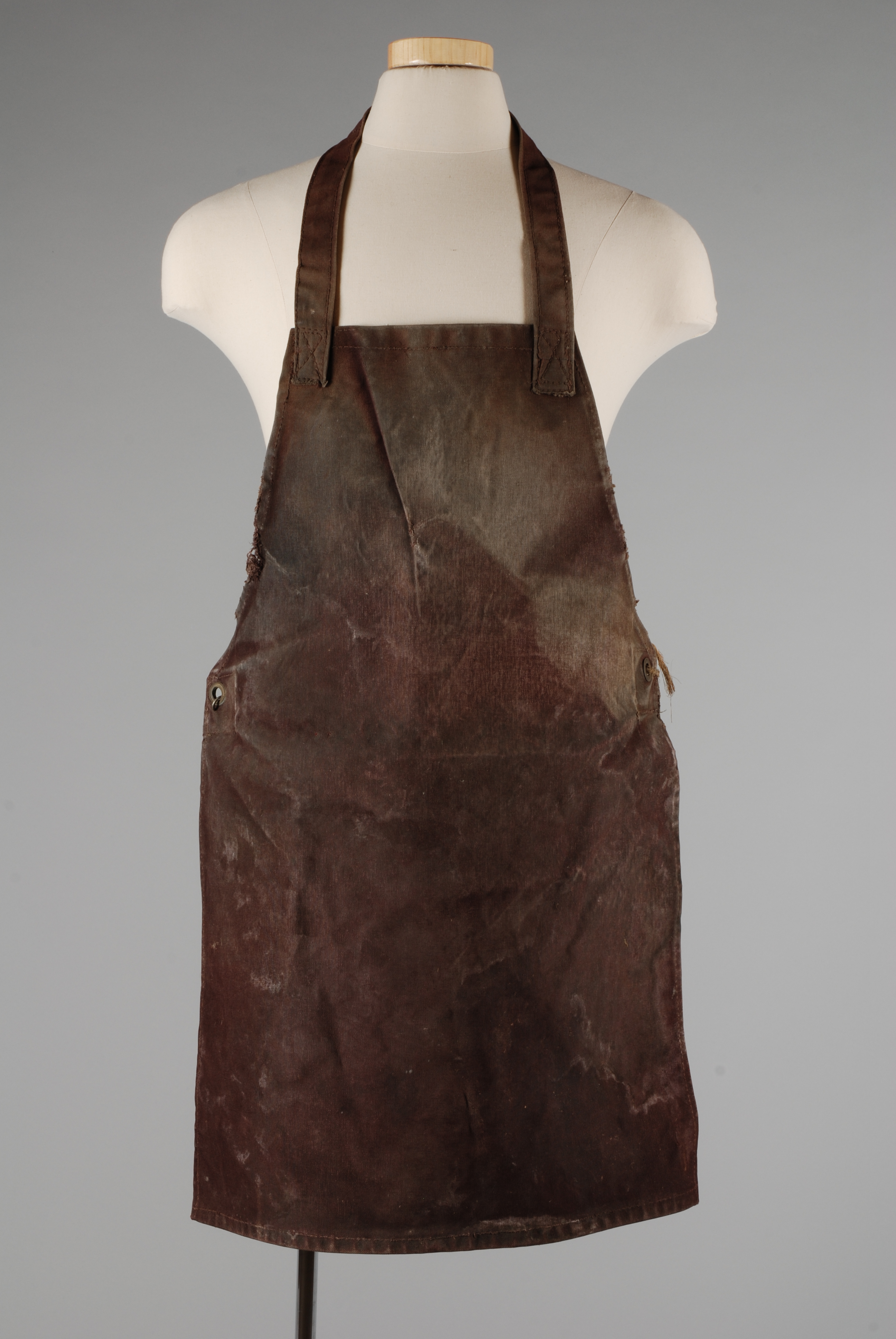
Fartuch skórzany
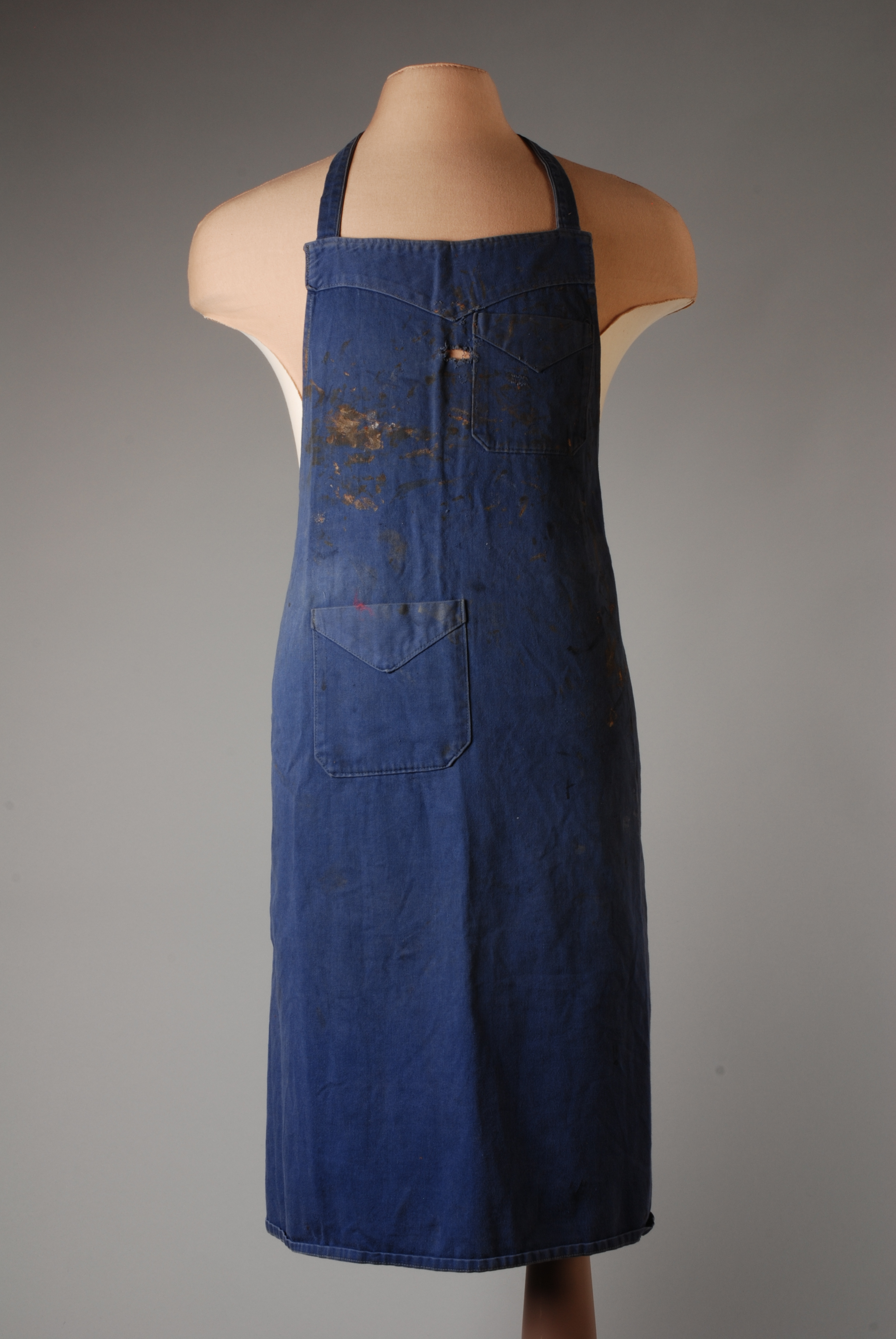
Fartuch dżinsowy
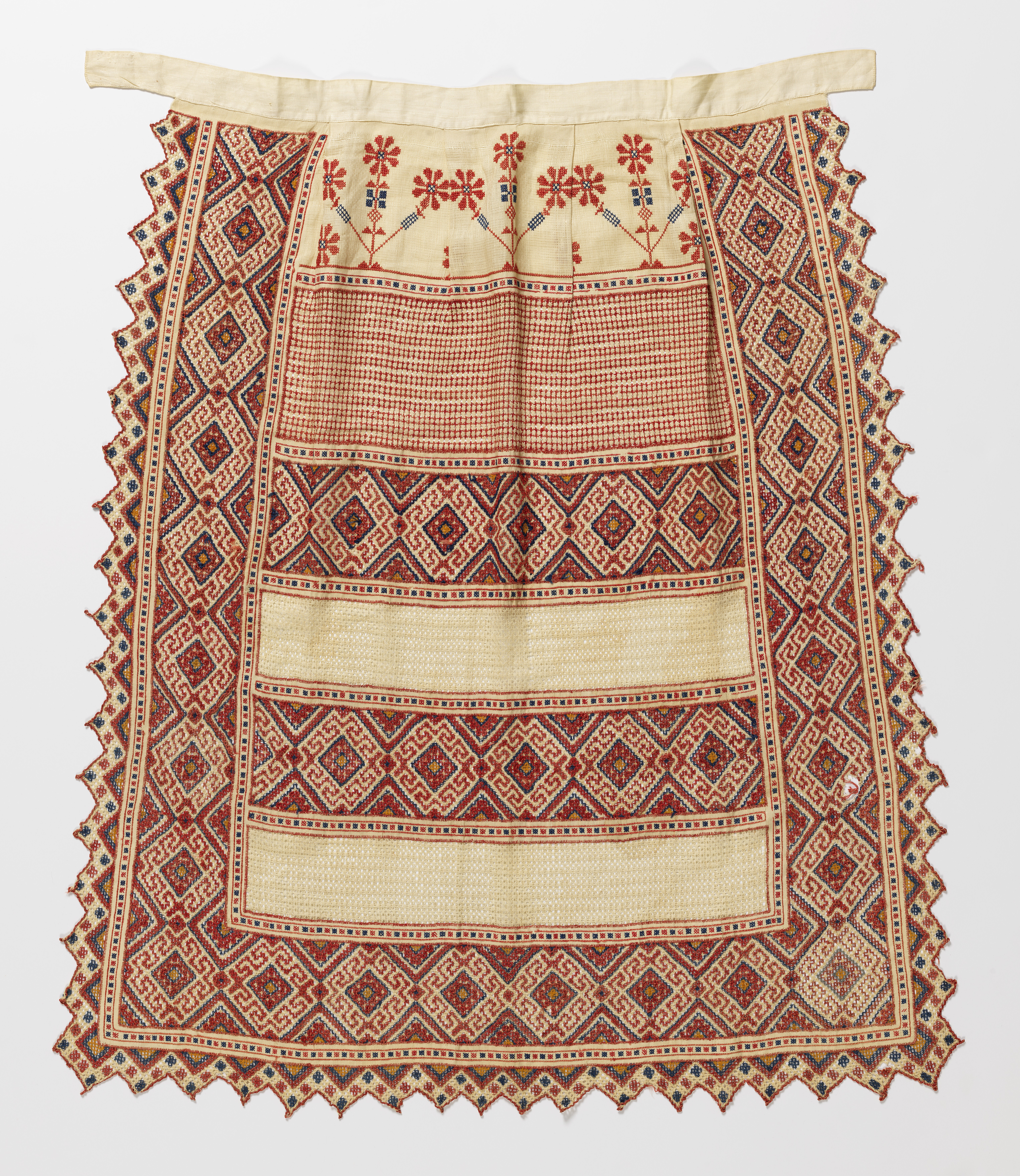
Fartuch jako element stroju ludowego
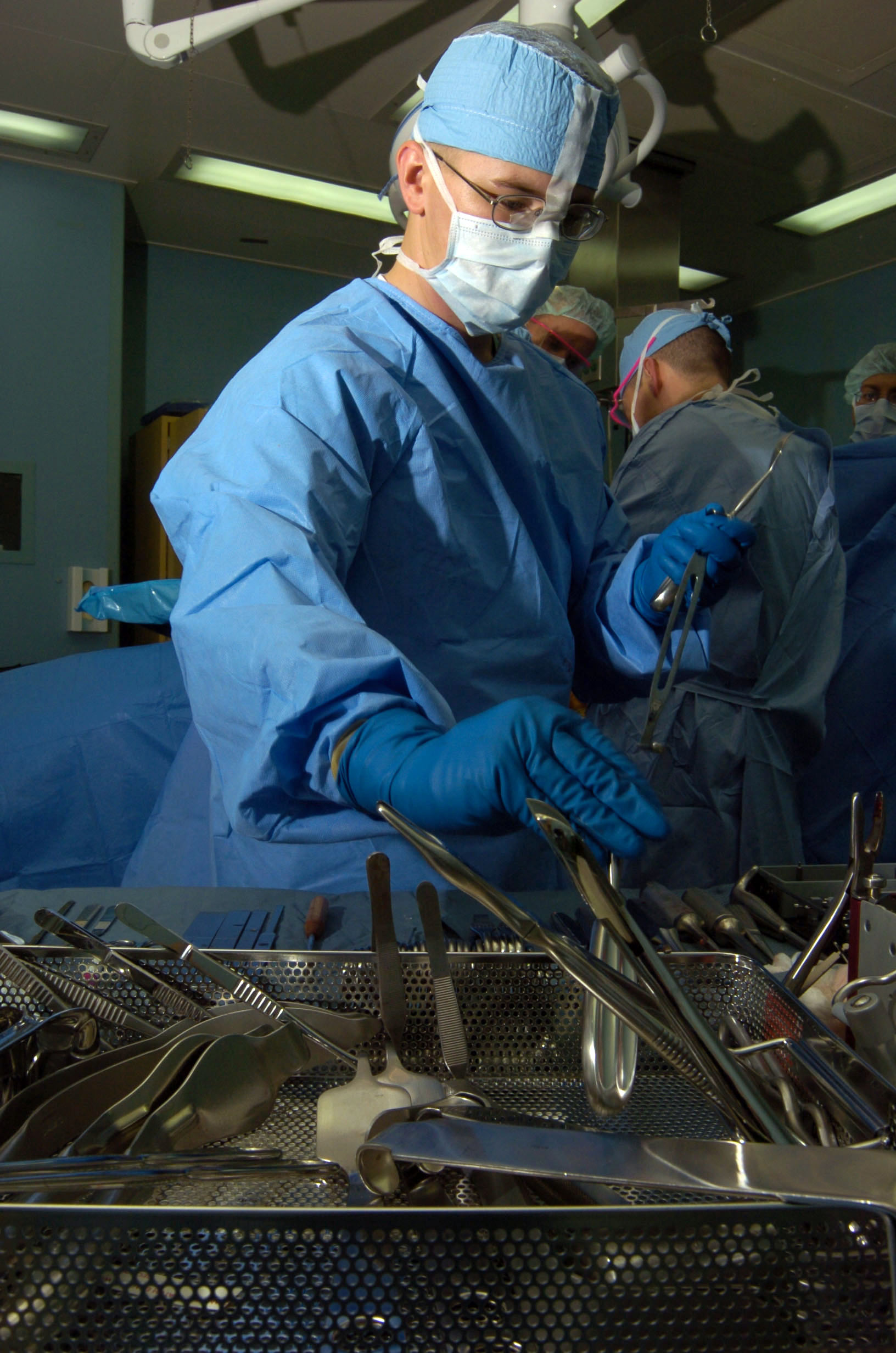
Pielęgniarz w fartuchu frontowym